# لاري جاي ماكيني
لاري جاي ماكيني (بالإنجليزية: Larry J. McKinney)‏ هو قاضي ومحامي أمريكي، ولد في 4 يوليو 1944 في ساوث بند في الولايات المتحدة، وتوفي في 20 سبتمبر 2017 في إدينبورغ في الولايات المتحدة.